# Михалёв, Иван Михайлович
Ива́н Миха́йлович Михалёв (1909—1988) — советский оружейник, конструктор, организатор создания и производства спортивно-охотничьего оружия высокого класса. Герой Социалистического Труда.

## Биография
Родился 28 августа 1909 года в Туле.
После окончания опытно-показательной школы-девятилетки пришел на Тульский оружейный завод чертёжником. В 1930—1934 годах учился в Тульском механическом институте. Возвратившись на завод, работал конструктором по приспособлениям, старшим конструктором, начальником группы конструкторов.
В 1938—1939 годах был командирован в Англию и США для закупки оборудования для завода.
В годы Великой Отечественной войны работал на эвакуированном заводе в г. Медногорске — сначала начальником производства, а с февраля 1943 года — главным инженером-заместителем директора завода.
В 1947 году был назначен начальником и главным конструктором центрального конструкторского бюро спортивно-охотничьего оружия (ЦКИБ СОО), которое возглавлял до 1978 года.
В 1978 году И. М. Михалев назначается освобождённым членом научно-технического совета Министерства оборонной промышленности, консультантом ЦКИБ СОО.
Неоднократно избирался депутатом Тульского областного Совета депутатов трудящихся.
Умер И. М. Михалев в Туле 21 мая 1988 года.

## Награды и Звания
- Герой Социалистического Труда (1971).
- Награждён тремя орденами Ленина (1962, 1969, 1971), Отечественной войны II степени (1945), двумя орденами Трудового Красного Знамени (1944, 1976), Красной Звезды (1942), Знак Почёта (1966), пятью медалями СССР и тремя золотыми медалями ВДНХ.
- В 1963 году была присуждена премия им. С .И. Мосина.
- Почётный гражданин Тулы.

## Память
В 2009 году в Тульском государственном музее оружия открылась выставка, посвященная 100-летию со дня рождения Ивана Михайловича Михалева.